# كيروان وارد
كيروان وارد (بالإنجليزية: Kirwan Ward)‏ هو صحفي أسترالي، ولد في 2 أبريل 1909، وتوفي في 5 مارس 1983.